# Glypta mattagamiana
Glypta mattagamiana är en stekelart som beskrevs av Dasch 1988. Glypta mattagamiana ingår i släktet Glypta och familjen brokparasitsteklar. Inga underarter finns listade i Catalogue of Life.